# Francisco Sans Castaño

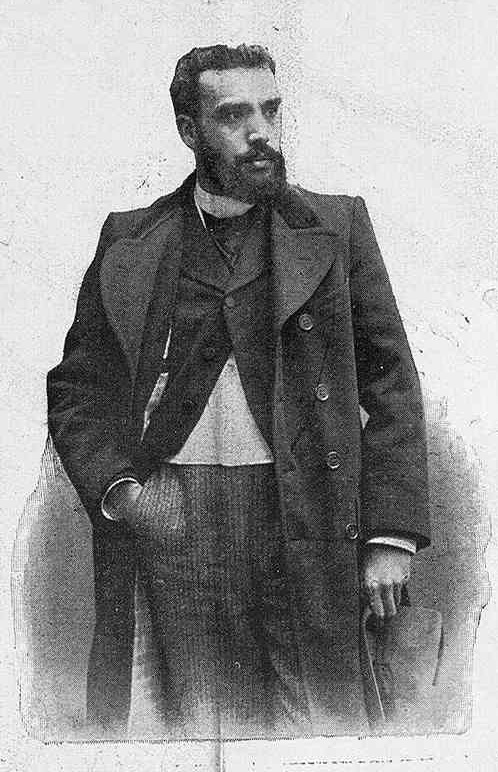
Retrato de Francisco Sans Castaño

Francisco Sans Castaño (Barcelona, 1868-Barcelona, 1937) fue un pintor español que destacó por sus retratos y bodegones. Sobresalió por su «calidad pictórica», lo que le llevó a participar en diversas exposiciones a nivel nacional e internacional en la década de 1880, entre ellas, la de Barcelona y en la Exposición Universal. Durante su carrera como artista obtuvo premios y reconocimientos tales como menciones honoríficas y medallas.

## Biografía
Estudió en la Escuela de Bellas Artes de Sant Jordi de Barcelona. Fue discípulo del pintor José Serra Porson.
Además de sus retratos, fue un prolífico pintor de bodegones, flores y paisajes. Colaboró asimismo con diferentes publicaciones de la época e ilustró varios libros, de entre los cuales destaca La Tierra Catalana (Narraciones, Fiestas, Costumbres y Comarcas) de Teodoro Baro, Sebastian Sarnes, José Mª Folch y Torres y Ramón Pomés, editado en 1905.
Participó en las Exposiciones Nacionales de Bellas Artes de 1882, 1887 (mención honorífica), 1890, 1899 y 1910. En Barcelona se dio a conocer en la Exposición General de Bellas Artes de 1894. También en su ciudad natal obtuvo tercera medalla en la Universal de 1911.
Tomó parte en diversas exposiciones colectivas en diferentes Salones de la ciudad condal, y participó en el Salón Witcomb de Buenos Aires en 1907 y 1908. Entre sus individuales cabe destacar las celebradas en Barcelona, en la sala Parés en 1918 y en el salón El Siglo en 1923. En esta última muestra fueron adquiridas la mayoría de sus obras, lo que le llevó a exponer de nuevo en dicha sala en 1925.
Su obra está representada en el Museo Nacional de Arte de Cataluña, en la Biblioteca Museo Víctor Balaguer y el Museo de Arte Moderno. También existe una obra llamada Premio del Ayuntamiento de Barcelona, cuya autoría se le atribuye a Sans junto con otros artistas y se expone en el Museo del Prado.